# Demetri d'Esztergom

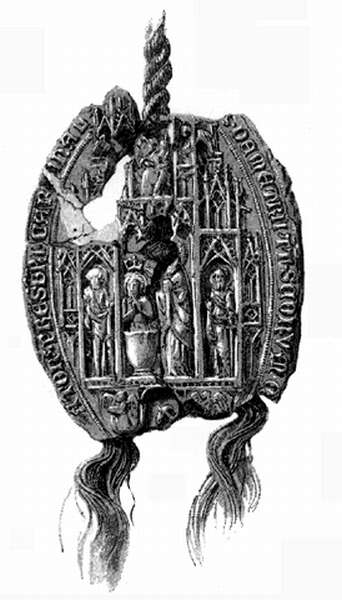
Segell de cera de l'arquebisbe Demetri d'Esztergom.

Demetri d'Esztergom (? - † 20 de febrer de 1387) fou el quarantè arquebisbe d'Esztergom, tresorer reial, custodi del segell reial i canceller hongarès.

## Biografia
Es desconeix l'origen de la família de Demetri, però si bé no pertanyia a l'aristocràcia, es crià juntament amb el príncep Lluís I d'Hongria. El 1356 va convertir-se en guardià del segell reial, després el 1359 tresorer reial. En aquesta mateixa època també començà la seva carrera eclesiàstica: fou nomenat canonge de Pécs i el 1363 prepòsit d'Eger, i el 1364 el papa Urbà V el nomenà bisbe de Sirmia, essent només un sotsdiaca.
L'1 d'abril del 1365 ocupà el seu càrrec definitivament i el 28 de juny del 1368 fou transferit al cap del bisbat de Transsilvània per ordres papals, on fou substituït per Joan de Küköllő, car Demetri es quedà a la cort del rei. Durant el seu ofici com a bisbe de Transsilvània construí un claustre per a l'orde paulí, restaurant-ne un altre a Szenterzsébet, el qual també se li atorgà a aquest orde religiós. El 23 de gener del 1376 el papa Gregori XI va nomenar-lo bisbe de Zagreb, però després d'això tampoc no hagué d'anar-se'n de la cort, on obtingué el càrrec de canceller, que portà fins a la seva mort.
El 16 d'agost del 1378 el papa Urbà VI el va nomenar arquebisbe d'Esztergom i el 18 d'octubre cardenal. Com a cardenal no visità Roma, la qual cosa permeté que el papa el nomenés ambaixador papal a Hongria. Com a arquebisbe, Demetri va enterrar Lluís I d'Hongria el 16 de setembre del 1382 a Székesfehérvár, i l'endemà coronà la seva filla Maria I d'Hongria. El 1384 acompanyà a Polònia a la posterior canonitzada Eduvigis de Polònia, la germana petita de la reina Maria. La seva missió era que ella ocupés el tron polonès i es casés amb el duc lituà Ladislau II Jagelló.
Més endavant, després que el jove Segimon I no pogués obtenir el tron hongarès a través de la seva promesa, la reina Maria, una facció de la noblesa hongaresa cridà al regne Carles III de Nàpols, familiar llunyà del mort Lluís I d'Hongria, qui havia viscut diverses dècades al regne hongarès. D'aquesta manera el 31 de desembre del 1385 Demetri el coronà com a Carles II d'Hongria en presència de la reina Maria i la seva mare la reina vídua Isabel. Tanmateix, pocs mesos després el nou rei fou assassinat per partidaris de les reines i Segimon pogué tornar al regne. Demetri morí poc temps abans que Segimon fos coronat rei d'Hongria pel nou arquebisbe d'Esztergom, Joan de Kanizsa.